# Hamilton (Virginia)
Hamilton è una città (town) degli Stati Uniti d'America, situata nella contea di Loudoun dello Stato della Virginia.